# Бартошевич, Эдуард Михайлович
Эдуа́рд Миха́йлович Бартоше́вич (18 марта 1908, Нижний Новгород, Российская империя — 1994, Москва, Россия) — советский религиовед и военный деятель, полковник государственной безопасности. Автор работ о свидетелях Иеговы.

## Биография
В 1931 году был уполномоченным следственного отдела ПП ОГПУ СВК в Оренбурге, где вёл следственное дело протоиерея Макария Квиткина и ещё 11 человек, обвинённых в создании антисоветской монархической организации.
8 декабря 1935 года присвоено звание лейтенанта государственной безопасности.
15 марта 1937 года присвоено звание старшего лейтенанта государственной безопасности.
5 ноября 1937 года присвоено звание капитана государственной безопасности.
До 21 ноября 1937 года — помощник начальника 12 отделения 4 отдела ГУГБ НКВД СССР.
С 21 ноября 1937 года — начальник 12 отделения 4 отдела ГУГБ НКВД СССР. 21 января 1939 года уволен вовсе c исключением с учёта. 7 марта 1939 года уволен для откомандирования в ГУШОСДОР НКВД СССР.
С 14 марта 1939	года — начальник инспекции Главное управление шоссейных дорог (ГУШОСДОР) НКВД СССР.
По состоянию на 3 ноября 1944 года являлся полковником государственной безопасности.
В 1946—1949 годах — заместитель начальника отдела «О» Министерства государственной безопасности СССР, занимавшегося оперативной работой среди буддийского, иудаистского, мусульманского и христианского (Русская православная церковь, католическая, лютеранская и армянская церквей) духовенства, а также среди сект.
Похоронен на Кунцевском кладбище.

## Награды
- Знак «Почётный работник ВЧК-ГПУ (XV)» (1937)[13]
- Орден Красной Звезды (1943)[10]
- Орден Красного Знамени (1944) (за выслугу лет)[14]

## Научные труды
книги
- Бартошевич Э. М., Борисоглебский Е. И. Именем бога Иеговы. — М.: Госполитиздат, 1960. — 160 с.
- Бартошевич Э. М., Борисоглебский Е. И. Свидетели Иеговы. — М.: Политиздат, 1969. — 216 с.

статьи
- Бартошевич Э. М., Борисоглебский Е. И. Искупление и жертвы // Наука и религия : журнал. — 1960. — № 4. — С. 41—48.
- Бартошевич Э. М., Борисоглебский Е. И. Слуги Апокалипсиса // Наука и религия : журнал. — 1960. — № 8. — С. 24—29.
- Бартошевич Э. М., Борисоглебский Е. И. Бруклинская шпаргалка // Наука и религия : журнал. — 1961. — № 6. — С. 21—27.
- Бартошевич Э. М. Иеговисты // Философская энциклопедия. В 5 т / под ред. Ф. В. Константинова. — М.: Советская энциклопедия, 1962. — Т. 2. Дизъюнкция — Комическое. — 576 с. — (Энциклопедические словари и справочники).
- Бартошевич Э. М. Свидетели Иеговы // Советская историческая энциклопедия. В 16 т / гл. ред. Е. М. Жуков. — М.: Советская энциклопедия, 1969. — Т. 12. Репарации — Славяне. — С. 602—603. — 496 с.
- Иеговисты / Бартошевич Э. М. // Ива — Италики. — М. : Советская энциклопедия, 1972. — (Большая советская энциклопедия : [в 30 т.] / гл. ред.  А. М. Прохоров ; 1969—1978, т. 10).